# Mansour ibn Ilyas

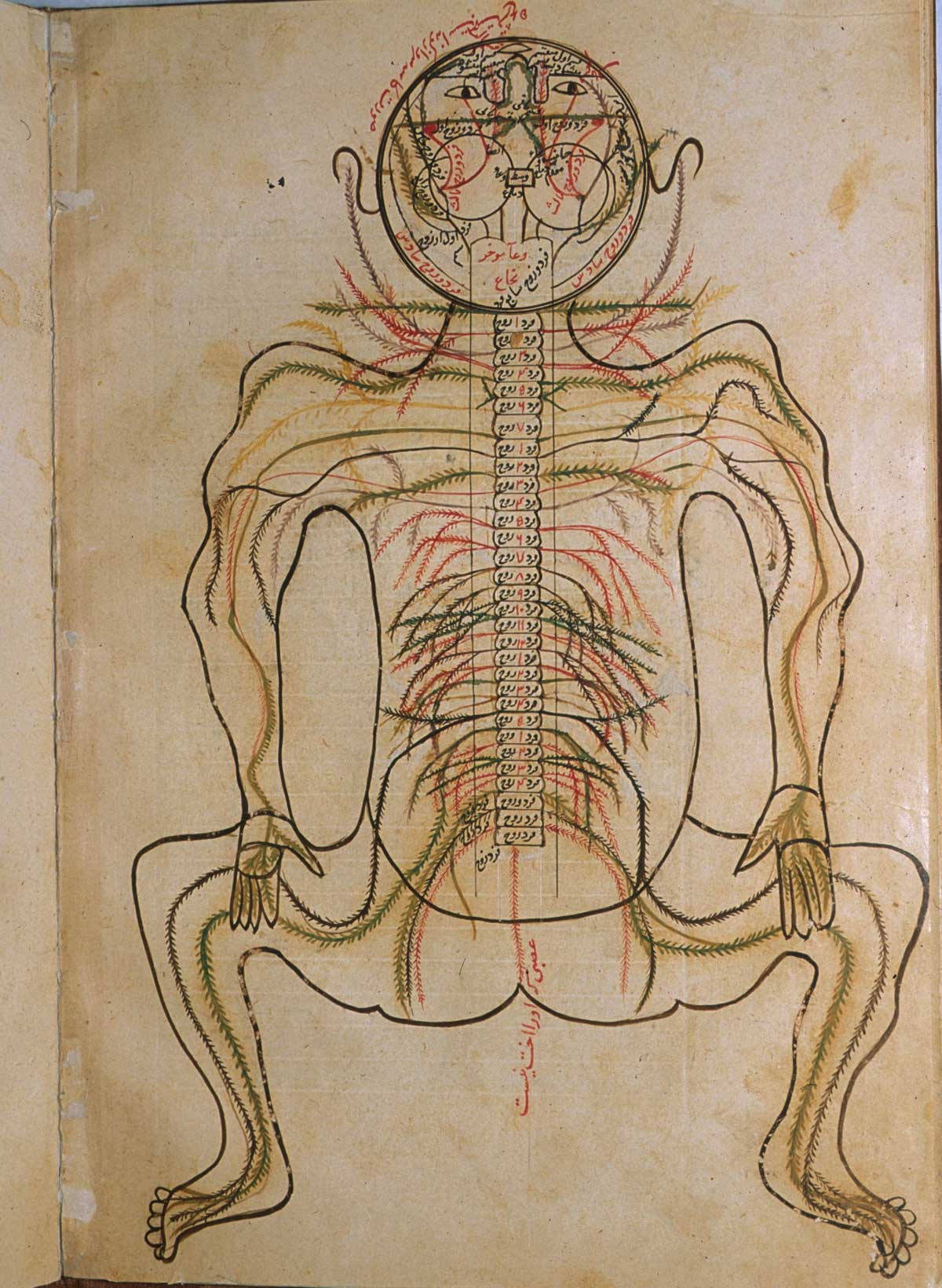
Mansour ibn Ilyas : Tashrīḥ-i badan-i insān. تشريح بدن انسان. Manuscrit, ca. 1450, United States National Library of Medicine.

Mansur ibn Muhammad ibn Ahmad ibn Ilyas Ibn Yusuf (en arabe  منصور ابن محمد ابن احمد ابن يوسف ابن الياس) était un médecin et érudit de la fin du XIVe siècle originaire de Chiraz en Iran, sous l’empire timouride. 
Mansour était issu d'une famille de lettrés et de médecins ayant exercé pendant plusieurs générations dans la ville de Chiraz. Il a dédié deux de ses principaux ouvrages médicaux, une encyclopédie de médecine générale et une étude de l'anatomie, aux dirigeants de la province perse de Fars. 
Travaux : 
- Kifāyah-i Mujāhidīyah (en persan كفايه مجاهديه)) (MS P 28, point 4) (Le [livre] essentiel de Moudjahid)
- Tashrīḥ Badan i-i-Insan (en persan تشريح بدن انسان) (MS P 19) (L'Anatomie du corps humain, également connu sous le nom de Traité d’anatomie de Mansur Tashrīḥi Mansouri)

## Sources
- C.A. Storey, Persian Literature: A Bio-Bibliographical Survey. Volume II, Part 2: E.Medicine (Londres, Royal Asiatic Society, 1971)
- Lutz Richter-Bernburg, Persian Medical Manuscripts at the University of California, Los Angeles: A Descriptive Catalogue, Humana Civilitas, vol. 4 (Malibu, Udena Publications, 1978).
- Fateme Keshavarz, A Descriptive and Analytical Catalogue of Persian Manuscripts in the Library of the Wellcome Institute for the History of Medicine (Londres, Wellcome Institute for the History of Medicine, 1986), pp 123-129 et 340-342.
- Gul Russell, "Ebn Elyas" in Encyclopedia Iranica, vol. 8, pp. 16-20
- Andrew J. Newman, "Tashrīḥ-i Manṣūr-i: Human Anatomy between the Galen and Prophetical Medical Traditions" in La Science dans le monde iranien à l'époque islamique, ed. by Z. Vesel, H. Beikbaghban, et B. Thierry de Crussol des Epesse (Téhéran, Institut français de recherche en Iran, 1998), pp. 253-271.